# 1974年の世界ラリー選手権
1974年の世界ラリー選手権（1974 World Rally Championship season）は、FIA世界ラリー選手権の第2回大会となる。世界的な石油危機の余波を受け、前年の13戦から8戦へとイベント数が減少した。ラリー・モンテカルロとスウェーディッシュ・ラリーも休止したが、翌年には復帰し現在も続けられている。しかしながら、ポーランドとオーストリアはWRCに復帰することはなかった。1974年シーズンはWRCが北アメリカで2回開催された唯一の年であった。
イタリアメーカーのランチアとフィアットがタイトルを争い、アルピーヌ・ルノーはタイトルを防衛できないことが判明した。フィアットのアバルト・124はポルトガルで勝利しリードを奪ったものの、ランチアの投入したストラトスHFは高い戦闘能力を示し、シーズンで3勝を挙げタイトルを獲得した。フィアットはシーズン2位となり、ランチアはこの後3連覇を達成した。フォード・エスコートはシーズン2勝を挙げ、フォードは昨シーズンに引き続いてランキング3位を獲得した。
1973年から1978年までWRCはマニファクチャラーズ・タイトルしか争われなかった。ポイントは各マニファクチャラー最上位の車両にしか与えられなかった。したがって、特定のメーカーが2位、4位、10位に入賞した場合、2位の車両だけにポイントが与えられた。しかしながら、4位と10位のポイントは無効となるため、他のメーカーに対して優位を持つこととなった。

## イベント
|                 |               |           |
| 黒 = ターマック | 茶 = グラベル | 赤 = 混合 |

| ラリー                                        | 開催日             | 表彰台（タイム） | 入賞車両                                                                                                 |
| --------------------------------------------- | ------------------ | --- | --- |
| 第8回 TAP ラリー・ド・ポルトガル              | 3月20日 - 23日     | 1. ラッファエレ・ピント (6h:26m:15s) 2. アルサイド・パガネッリ (6h:30m:12s) 3. マルク・アレン (6h:37m:17s)                           | 1. フィアット・アバルト・124ラリー 2. フィアット・アバルト・124ラリー 3. フィアット・アバルト・124ラリー |
| 第22回 イースト・アフリカン・サファリ・ラリー | 4月11日 - 15日     | 1. ジョギンダー・シン (+11m:18s penalties) 2. ビヨルン・ワルデガルド (+11m:46s penalties) 3. サンドロ・ムナーリ (+12m:22s penalties) | 1. 三菱・コルト・ランサー 2. ポルシェ・911 3. ランチア・フルヴィア 1.6 クーペ HF                         |
| 第24回 ラリー・フィンランド                   | 8月2日 - 4日       | 1. ハンヌ・ミッコラ (3h:11m:42s) 2. ティモ・マキネン (3h:12m:13s) 3. マルク・アレン (3h:13m:52s)                                     | 1. フォード・エスコート RS1600 2. フォード・エスコート RS1600 3. フィアット・アバルト・124ラリー         |
| 第16回 ラリー・サンレモ                       | 10月2日 - 5日      | 1. サンドロ・ムナーリ (9h:12m:43s) 2. ジウリオ・ビスッリ (9h:20m:30s) 3. アルフレッド・ファニョーラ (9h:56m:09s)                     | 1. ランチア・ストラトス 2. フィアット・アバルト・124ラリー 3. オペル・アスコナ                           |
| 第3回 ラリー・リデウー・レイクス              | 10月16日 - 20日    | 1. サンドロ・ムナーリ (294.53) 2. シモ・ランピネン (296.84) 3. ウォルター・ボイス (307.77)                                           | 1. ランチア・ストラトス HF 2. ランチア・ベータ クーペ 3. トヨタ・セリカ                                  |
| 第26回 プレス＝オン＝リガードレス・ラリー     | 10月30日 - 11月3日 | 1. ジャン＝リュック・テリエ (5h:29m:47s) 2. マルク・アレン (5h:35m:10s) 3. ジャン＝ピエール・ニコラス (5h:35m:49s)                   | 1. ルノー・17 ゴルディーニ 2. フィアット・アバルト・124ラリー 3. ルノー・17 ゴルディーニ                 |
| 第23回 ロンバード RACラリー                   | 11月16日 - 20日    | 1. ティモ・マキネン (8h:02m:39s) 2. スティグ・ブロンクビスト (8h:04m:19s) 3. サンドロ・ムナーリ (8h:11m:55s)                         | 1. フォード・エスコート RS1600 2. サーブ・96 V4 3. ランチア・ストラトス HF                               |
| 第18回 ツール・ド・コルス                     | 11月30日 - 12月1日 | 1. ジャン＝クロード・アンドリュー (4h:49m:10s) 2. ジャン＝ピエール・ニコラス (4h:52m:38s) 3. ジャン＝リュック・テリエ (5h:12m:09s)   | 1. ランチア・ストラトス HF 2. アルピーヌ・ルノーA110 1800 3. アルピーヌ・ルノーA310                      |

## 結果とランキング

### マニファクチャラー・チャンピオンシップ
| 順位     | 1位 | 2位 | 3位 | 4位 | 5位 | 6位 | 7位 | 8位 | 9位 | 10位 |
| -------- | --- | --- | --- | --- | --- | --- | --- | --- | --- | ---- |
| ポイント | 20  | 15  | 12  | 10  | 8   | 6   | 4   | 3   | 2   | 1    |

| 順位 | マニファクチャラー | イベント | イベント | イベント | イベント | イベント | イベント | イベント | イベント | 総ポイント |
| 順位 | マニファクチャラー | POR      | KEN      | FIN      | ITA      | CAN      | USA      | GBR      | FRA      | 総ポイント |
| ---- | ------------------ | -------- | -------- | -------- | -------- | -------- | -------- | -------- | -------- | ---------- |
| 1    | ランチア           | -        | 12       | -        | 20       | 20       | 10       | 12       | 20       | 94         |
| 2    | フィアット         | 20       | 1        | 12       | 15       | -        | 15       | -        | 6        | 69         |
| 3    | フォード           | 2        | 2        | 20       | -        | 10       | -        | 20       | -        | 54         |
| 4    | トヨタ             | 10       | -        | -        | -        | 12       | -        | 10       | -        | 32         |
| 5    | アルピーヌ・ルノー | 6        | -        | -        | -        | -        | 8        | -        | 15       | 29         |
| 6    | ダットサン         | 8        | 10       | -        | -        | 8        | -        | 2        | -        | 28         |
| 7    | ポルシェ           | -        | 15       | -        | 8        | -        | 4        | -        | -        | 27         |
| 8    | オペル             | -        | -        | 3        | 12       | -        | -        | 8        | 4        | 27         |
| 9    | サーブ             | -        | -        | 10       | -        | -        | -        | 15       | -        | 25         |
| 10   | ルノー             | -        | -        | -        | -        | -        | 20       | -        | 3        | 23         |
| 11   | 三菱               | -        | 20       | -        | -        | -        | -        | -        | -        | 20         |
| 12   | ボルボ             | -        | -        | -        | -        | -        | 1        | 6        | -        | 7          |
| 13=  | BMW                | 4        | -        | -        | -        | -        | -        | -        | -        | 4          |
| 13=  | プジョー           | -        | 4        | -        | -        | -        | -        | -        | -        | 4          |
| 15   | シトロエン         | 3        | -        | -        | -        | -        | -        | -        | -        | 3          |
| 16   | アルファロメオ     | -        | -        | -        | -        | -        | -        | -        | 1        | 1          |

### ドライバーズ・チャンピオンシップ
- 1979年までドライバーズタイトルは争われなかったため以下のランキングは仮定。

| 順位 | ドライバー                     | ポイント |
| ---- | ------------------------------ | -------- |
| 1    | サンドロ・ムナーリ             | 64       |
| 2    | マルク・アレン                 | 27       |
| 3    | スティグ・ブロンクビスト       | 25       |
| =    | ビヨルン・ワルデガルド         | 25       |
| 5    | ジャン＝クロード・アンドリュー | 20       |
| =    | ティモ・マキネン               | 20       |
| =    | ハンヌ・ミッコラ               | 20       |
| =    | ラッファエレ・ピント           | 20       |
| =    | ジョギンダー・シン             | 20       |
| =    | ジャン＝リュック・テリエ       | 20       |